# Carthaeomorpha rufocinctata
Carthaeomorpha rufocinctata är en insektsart som först beskrevs av Fowler 1900.  Carthaeomorpha rufocinctata ingår i släktet Carthaeomorpha och familjen Flatidae. Inga underarter finns listade i Catalogue of Life.